# Œuf au pélican
L'Œuf au pélican est un Œuf de Fabergé réalisé en 1897 par Pierre-Karl Fabergé. Il s'agit d'un œuf impérial commandé à l'occasion de Pâques par le tsar Nicolas II de Russie pour sa mère Maria Feodorovna.

## Description
L'œuf est réalisé dans les ateliers de Fabergé sous la direction de Mikhail Evlampievich Perkhin (1860-1903). Fabriqué en or rose avec diamants, perles, émaux, ivoire, aquarelle et verre, il se déploie en huit cadres ovales couronnés de perles contenant une miniature sur ivoire peinte par Johannes Zehngraf (1857-1908). Chaque miniature représente une institution placée sous le patronage de l'impératrice Feodorovna. De gauche à droite, les institutions, dont les noms sont gravés à l'arrière des cadres, sont :
- L'institut Elisavetinskii
- L'orphelinat Nikolaevskii
- L'institut Ekaterininski
- L'institut Pavlovskii
- L'institut Smol'nyi
- L'institut Patriotique
- L'institut Kseniinsky
- L'orphelinat Nikolaevskii

Les miniatures sont maintenues à la verticale grâce à un support plat en or, gravé de symboles de la science et des arts. Un pélican, émaillé et aux ailes serties de diamants, est perché au sommet du support. Il est représenté dans un nid entouré de trois oisillons. Le pélican était l'emblème personnel de l'impératrice. Il symbolise la bienveillance maternelle. Dans la tradition chrétienne, la femelle pélican se perce la chair pour nourrir ses petits de son sang. De ce fait, il est donc associé au sacrifice du Christ.
Contrairement à la plupart des œufs de Fabergé, celui-ci n'est pas émaillé, mais gravé. Outre les ornements, les dates 1797 et 1897 y apparaissent ainsi qu'une inscription biblique.
L'ouvrage repose sur un support à quatre pieds.
L'œuf au pélican, avec un lot de neuf autres œufs de Fabergé, est acheté en 1930 par Armand Hammer. Il est ensuite acquis en 1938 par Lillian Thomas Pratt, l'épouse de l'homme d'affaires John Lee Pratt, qui le lègue ensuite au Virginia Museum of Fine Arts à Richmond (Virginie) à sa mort en 1947.

## Source
- Diane Charbonneau et Sylvain Cordier, « Fabuleux Fabergé, joaillier des tsars », Revue M du Musée des beaux-arts de Montréal,‎ été 2014, p. 6 (ISSN 1715-4820).